# Myleus micans
Myleus micans är en fiskart som först beskrevs av Lütken, 1875.  Myleus micans ingår i släktet Myleus och familjen Characidae. Inga underarter finns listade i Catalogue of Life.